# Limba hantî
Hantî, cunoscută anterior sub numele de Ostyak (engleză: /ˈɒstiæk/), este o limbă uralică vorbită de poporul Hantî, în primul rând în okrugurile autonome Hantî-Mansi și Iamalia-Neneția și districtele Aleksandrovsky și Kargosoksky din regiunea Tomsk din Rusia. Limbile moderne cu care limba Hantî este cel mai strâns înrudită sunt maghiara și mansi⁠(en)[traduceți].

## Numerele
| Număr | Hanti     | Maghiară   | Finlandeză    |
| ----- | --------- | ---------- | ------------- |
| 1     | yit, yiy  | egy        | yksi          |
| 2     | katn, kat | kettő, két | kaksi         |
| 3     | xutəm     | három      | kolme         |
| 4     | nyatə     | négy       | neljä         |
| 5     | wet       | öt         | viisi         |
| 6     | xut       | hat        | kuusi         |
| 7     | tapət     | hét        | seitsemän     |
| 8     | nəvət     | nyolc      | kahdeksan     |
| 9     | yaryaŋ    | kilenc     | yhdeksän      |
| 10    | yaŋ       | tíz        | kymmenen      |
| 20    | xus       | húsz       | kaksikymmentä |
| 30    | xutəmyaŋ  | harminc    | kolmekymmentä |
| 40    | nyatəyaŋ  | negyven    | neljäkymmentä |
| 100   | sot       | száz       | sata          |